# Unterseeboot UB-51
Pour les autres navires du même nom, voir Unterseeboot 51.
L'Unterseeboot UB-51 est un sous-marin (U-Boot) allemand de type UB III utilisé par la Kaiserliche Marine pendant la Première Guerre mondiale. Il fut mis en service dans la flottille de Pola de la marine impériale allemande le 26 juillet 1917.
Il opéra dans le cadre de la flottille de Pola basée à Cattaro. L'UB-51 s’est rendu le 16 janvier 1919 avec le reste de la flottille de Pola, suivant l’ordre de l’amiral Reinhard Scheer de rentrer au port. L'UB-51 a ensuite été démantelé à Swansea.

## Conception
Comme tous les sous-marins de type UB III, l'UB-51 avait un déplacement de 516 tonnes en surface et de 651 tonnes en immersion. Ses moteurs lui permettaient de naviguer à 13,6 nœuds (25,2 km/h) en surface et à 8 nœuds (15 km/h) en immersion. Il avait une autonomie de 9040 milles marins (16740 km) à vitesse de croisière. L'UB-51 transportait 10 torpilles et était armé d’un canon de pont de 8,8 cm. L’UB-51 avait un équipage pouvant compter jusqu’à 3 officiers et 31 hommes. 

## Carrière
L'UB-51 a été commandé par le GIN le 20 mai 1916. Il a été construit par Blohm & Voss à Hambourg. Après un peu moins d’un an de construction, il a été lancé à Hambourg le 8 mars 1917. L'UB-51 a été mis en service plus tard la même année sous le commandement du Kapitänleutnant Ernst Krafft.

## Affectations
- Flottille Mittelmeer / Mittelmeer II : du 19 octobre 1917 au 11 novembre 1918

## Commandants
- Kptlt. Ernst Krafft : du 26 juillet 1917 au 27 novembre 1918

## Navires coulés
| Date              | Nom                | Nationalité    | Tonnage | Destin.   |
| ----------------- | ------------------ | -------------- | ------- | --------- |
| 30 septembre 1917 | Amiral Troude      | France         | 1876    | Coulé     |
| 5 octobre 1917    | Forestmoor         | United Kingdom | 2844    | Coulé     |
| 12 octobre 1917   | Themis             | Norvège        | 7403    | Coulé     |
| 17 novembre 1917  | Clan Maccorquodale | United Kingdom | 6517    | Coulé     |
| 27 novembre 1917  | Tungue             | Portugal       | 8021    | Coulé     |
| 8 février 1918    | Cimbrier           | United Kingdom | 3905    | Endommagé |
| 10 mai 1918       | Szechuen           | United Kingdom | 1862    | Coulé     |
| 16 mai 1918       | Mansoura           | France         | 50      | Coulé     |
| 18 mai 1918       | Mabrouka           | France         | 25      | Coulé     |
| 18 mai 1918       | Tewfig El Bari     | France         | 100     | Coulé     |
| 18 mai 1918       | Maria              | France         | 60      | Coulé     |
| 18 mai 1918       | Menewar            | France         | 270     | Coulé     |
| 18 mai 1918       | Mabrouka           | France         | 25      | Coulé     |
| 27 mai 1918       | Leasowe Castle     | United Kingdom | 9737    | Coulé     |
| 29 mai 1918       | Missir             | United Kingdom | 786     | Coulé     |
| 11 juillet 1918   | Bacchus            | France         | 2045    | Coulé     |
| 20 juillet 1918   | Kosseir            | United Kingdom | 1855    | Coulé     |
| 22 juillet 1918   | HMT Ijuin          | Royal Navy     | 257     | Coulé     |
| 22 juillet 1918   | L 1                | United Kingdom | 130     | Coulé     |
| 28 juillet 1918   | Hyperia            | United Kingdom | 3908    | Coulé     |